# Declan John
Declan John (Merthyr Tydfil, 30 giugno 1995) è un calciatore gallese, difensore del St. Mirren.

## Carriera

### Club
Dopo aver esordito con la prima squadra del Cardiff City in League Cup e FA Cup, nel 2013 debutta in Premier League nella prima giornata di campionato persa per 2-0 contro il West Ham Utd.

### Nazionale
Ha giocato nelle nazionali giovanili gallesi Under-17, Under-19 ed Under-21.
Ha debuttato con la nazionale maggiore l'11 ottobre 2013 in Galles-Macedonia (1-0).

## Palmarès

### Club

#### Competizioni nazionali
- Football League Trophy: 1

Bolton: 2022-2023